# A Pobra do Caramiñal
A Pobra do Caramiñal település Spanyolországban, A Coruña tartományban.  Lakosainak száma 9184 fő (2024).

## Népesség
A település lakosságának változását az alábbi diagram mutatja:
| Lakosok száma | 10 035 | 9992 | 10 001 | 9878 | 9726 | 9672 | 9525 | 9338 | 9291 | 9184 |
|               | 2001   | 2004 | 2006   | 2009 | 2011 | 2014 | 2016 | 2019 | 2021 | 2024 |